# کوپا
 کوپا رودی است به رود ساوا می‌ریزد. این رود از کشورهای کرواسی و اسلوونی می‌گذرد. طول آن ۲۹۷ کیلومتر (۱۸۵ مایل)، ارتفاع سرچشمه آن ۳۱۳ متر (۱٬۰۲۷ فوت) است.